# Okres Jičín

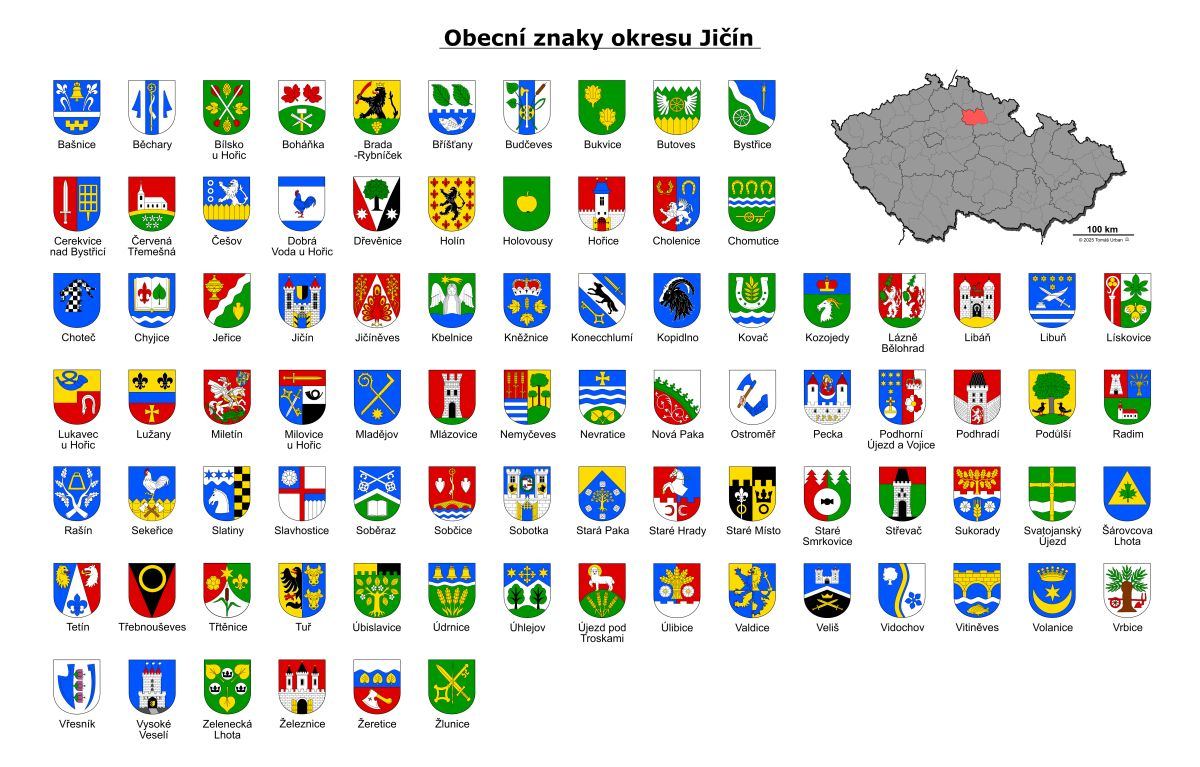
Přehled obecních znaků okresu Jičín

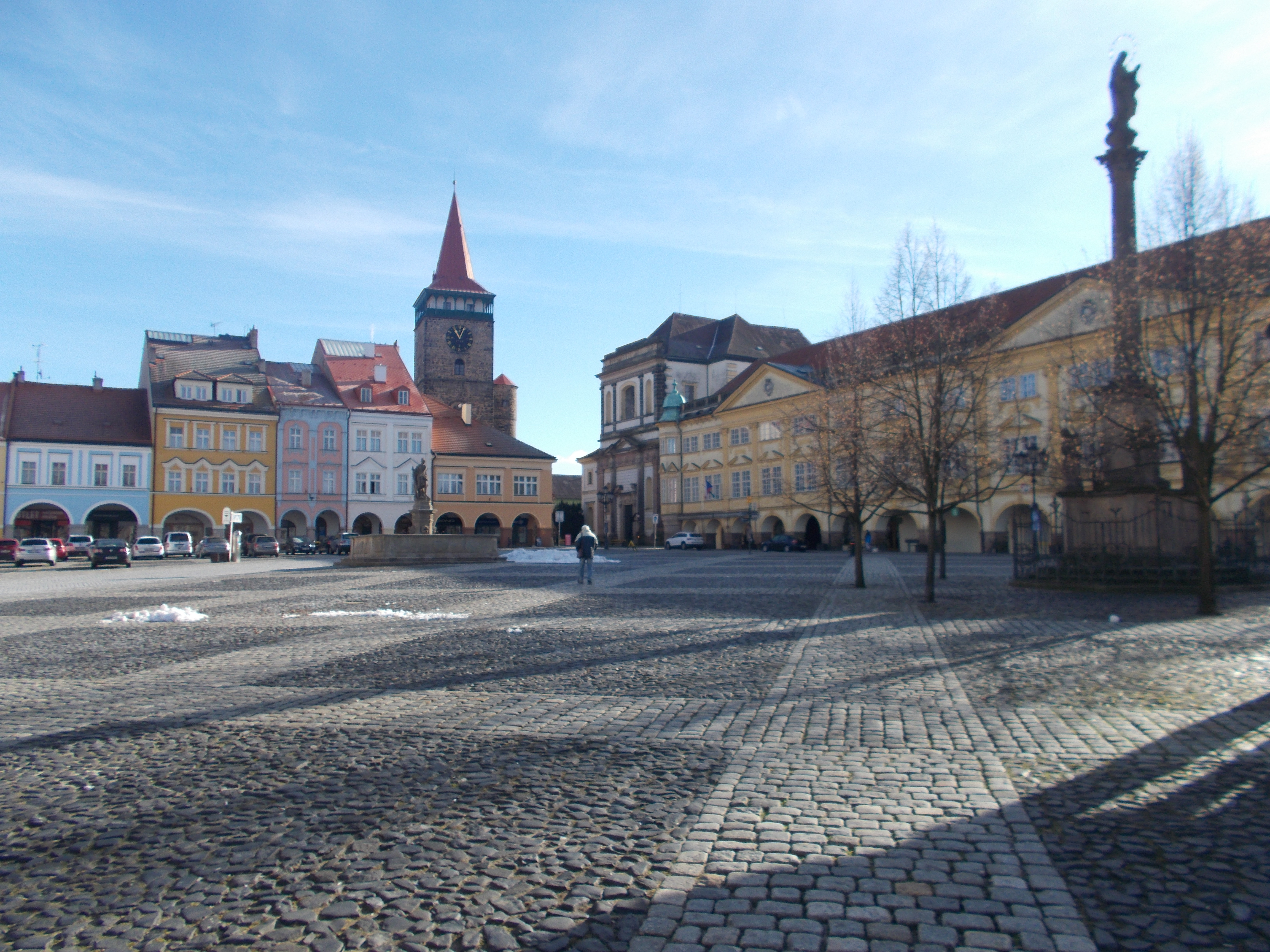
Centrum okresního města

Okres Jičín je okresem v Královéhradeckém kraji. Jeho sídlem bylo město Jičín.
V rámci kraje sousedí na východě s okresem Trutnov a na jihu s okresem Hradec Králové. Dále hraničí na jihozápadě s okresem Nymburk a na západě s okresem Mladá Boleslav Středočeského kraje, na severu s okresem Semily Libereckého kraje.

## Struktura povrchu
K 31. prosinci 2003 měl okres celkovou plochu 886,61 km², z toho:
- 68,47 % zemědělských pozemků, které z 76,3 % tvoří orná půda (52,24 % rozlohy okresu)
- 31,53 % ostatní pozemky, z toho 68,5 % lesy (21,60 % rozlohy okresu)

## Demografické údaje
Data k 30. červnu 2005:
| Popis          | Celkem | Ženy           | Muži           |
| -------------- | ------ | -------------- | -------------- |
| počet obyvatel | 77 104 | 39 318 50,99 % | 37 786 49,01 % |
| průměrný věk   | 40,3   | 42,0           | 38,6           |

- hustota zalidnění: 87 ob./km²
- 57,54 % obyvatel žije ve městech

### Zaměstnanost
(2003)
| Počet obyvatel se stálým zaměstnáním | 19 078    |
| Průměrný plat                        | 14 163 Kč |
| Nezaměstnaných                       | 3 309     |
| Míra nezaměstnanosti                 | 8,68 %    |

### Školství
(2003)
| Druh školy                     | Počet škol |
| ------------------------------ | ---------- |
| Mateřské školy                 | 50         |
| Základní školy                 | 39         |
| Gymnázia                       | 3          |
| Střední školy průmyslové školy | 10         |
| Střední odborná učiliště       | 7          |
| Vyšší odborné školy            | 2          |

### Zdravotnictví
(2003)
| Lékaři                          | 250 |
| Nemocnice                       | 1   |
| Specializovaná léčebná zařízení | 2   |
| Zubní lékaři                    | 41  |
| Lékárny                         | 15  |

### Zdroj
- Český statistický úřad

## Silniční doprava
Okresem prochází silnice I. třídy I/16, I/32 a I/35.
Silnice II. třídy jsou II/279, II/280, II/281, II/283, II/284, II/286, II/300, II/323, II/326, II/327, II/328, II/501 a II/502.

## Železniční doprava
Okresem prochází železniční tratě : Hradec Králové – Turnov, Chlumec nad Cidlinou – Trutnov, Mladá Boleslav – Stará Paka, Nymburk–Jičín, Pardubice–Liberec. 

## Seznam obcí a jejich částí
Města jsou uvedena tučně, městyse kurzívou, části obcí malince.
Bačalky (Lično) •
Bašnice •
Běchary (Běchárky) •
Bílsko u Hořic •
Boháňka (Chloumek • Skála • Votuz) •
Borek (Bezník • Želejov) •
Brada-Rybníček (Brada • Rybníček) •
Březina •
Bříšťany •
Budčeves (Nečas) •
Bukvice (Křelina) •
Butoves •
Bystřice (Važice) •
Cerekvice nad Bystřicí (Čenice 2.díl • Třebovětice) •
Červená Třemešná •
Češov (Liběšice) •
Dětenice (Brodek • Osenice) •
Dílce •
Dobrá Voda u Hořic •
Dolní Lochov •
Dřevěnice (Dolánky) •
Holín (Horní Lochov • Pařezská Lhota • Prachov) •
Holovousy (Dolní Mezihoří • Chloumky • Chodovice) •
Hořice (Březovice • Doubrava • Chlum • Chvalina • Libonice • Svatogothardská Lhota) •
Cholenice •
Chomutice (Chomutičky • Obora) •
Choteč •
Chyjice •
Jeřice (Dolní Černůtky) •
Jičín (Dvorce • Holínské Předměstí • Hubálov • Moravčice • Nové Město • Popovice • Pražské Předměstí • Robousy • Sedličky • Soudná • Staré Město • Valdické Předměstí) •
Jičíněves (Bartoušov • Dolany • Keteň • Labouň • Žitětín) •
Jinolice •
Kacákova Lhota (Náchodsko) •
Kbelnice •
Kněžnice (Javornice) •
Konecchlumí (Kamenice) •
Kopidlno (Drahoraz • Ledkov • Mlýnec • Pševes) •
Kostelec •
Kovač •
Kozojedy •
Kyje •
Lázně Bělohrad (Brtev • Dolní Javoří • Dolní Nová Ves • Horní Nová Ves • Hřídelec • Lány • Lázně Bělohrad • Prostřední Nová Ves • Uhlíře) •
Libáň (Kozodírky • Křešice • Psinice • Zliv) •
Libošovice (Dobšice • Libošovice • Malá Lhota • Malechovice • Meziluží • Nepřívěc • Podkost • Rytířova Lhota • Vesec u Sobotky) •
Libuň (Březka • Jivany • Libunec) •
Lískovice (Tereziny Dary) •
Lukavec u Hořic (Černín • Dobeš) •
Lužany •
Markvartice (Hřmenín • Leština • Markvartice • Mrkvojedy • Netolice • Příchvoj • Rakov • Skuřina • Spařence) •
Miletín •
Milovice u Hořic •
Mladějov (Bacov • Hubojedy • Kozlov • Loveč • Mladějov • Pařízek • Roveň • Střeleč) •
Mlázovice (Mezihoří) •
Nemyčeves •
Nevratice •
Nová Paka (Heřmanice • Kumburský Újezd • Nová Paka • Podlevín • Přibyslav • Pustá Proseč • Radkyně • Studénka • Štikov • Valdov • Vlkov • Vrchovina • Zlámaniny) •
Ohařice •
Ohaveč •
Osek •
Ostroměř (Domoslavice • Nové Smrkovice • Sylvárův Újezd) •
Ostružno •
Pecka (Arnoštov • Bělá u Pecky • Bukovina u Pecky • Horní Javoří • Kal • Pecka • Staňkov • Vidonice) •
Petrovičky •
Podhorní Újezd a Vojice (Podhorní Újezd • Vojice) •
Podhradí (Čejkovice • Hlásná Lhota • Šlikova Ves • Vokšice) •
Podůlší •
Radim (Lháň • Podhájí • Studeňany • Tužín) •
Rašín •
Rohoznice •
Rokytňany (Dolní Rokytňany • Horní Rokytňany) •
Samšina (Betlem • Drštěkryje • Plhov • Všeliby) •
Sběř (Hrobičany • Velešice) •
Sedliště •
Sekeřice •
Slatiny (Milíčeves) •
Slavhostice •
Sobčice •
Soběraz •
Sobotka (Čálovice • Kdanice • Lavice • Sobotka • Spyšova • Staňkova Lhota • Stéblovice • Trní • Zajakury) •
Stará Paka (Brdo • Karlov • Krsmol • Roškopov • Ústí) •
Staré Hrady •
Staré Místo •
Staré Smrkovice •
Střevač (Batín • Nadslav • Štidla) •
Sukorady (Kouty) •
Svatojanský Újezd •
Šárovcova Lhota (Bertoldka • Libín • Tikov) •
Tetín (Vidoň) •
Třebnouševes (Ostrov • Vinice) •
Třtěnice •
Tuř •
Úbislavice (Česká Proseč • Chloumek • Stav • Štěpanice • Zboží) •
Údrnice (Bílsko • Únětice) •
Úhlejov (Chroustov) •
Újezd pod Troskami (Čímyšl • Hrdoňovice • Semínova Lhota) •
Úlibice (Řeheč) •
Valdice •
Veliš (Vesec) •
Vidochov (Stupná) •
Vitiněves •
Volanice •
Vrbice (Stříbrnice) •
Vršce •
Vřesník •
Vysoké Veselí (Veselská Lhota) •
Zámostí-Blata (Blata • Zámostí) •
Zelenecká Lhota (Záhuby) •
Železnice (Březka • Cidlina • Doubravice • Pekloves • Těšín • Zámezí) •
Žeretice (Hradíšťko • Vlhošť) •
Židovice •
Žlunice

## Seznam správních obvodů obcí s rozšířenou působností
Okres se skládá ze tří správních obvodů obcí s rozšířenou působností, které jsou shodné se správními obvody obcí s pověřeným úřadem:
- Jičín
- Nová Paka
- Hořice

## Chráněná území v okrese Jičín
- PP Bělohradská bažantnice
- PP Byšičky
- PP Cidlinský hřeben
- PP Dubolka
- PP Farářova louka
- PP Homolka
- PP Hřídelecká hůra
- PP Chyjická stráň
- PP Kalské údolí
- PR Kamenná hůra
- PP Kazatelna
- PR Kovačská bažantnice
- PP Křižánky
- PP Libunecké rašeliniště*
- PP Meziluží*
- PR Miletínská bažantnice
- PP Na Víně
- PP Nad Blatinou
- PP Novopacký vodopád
- PP Oborská louka*
- PP Ostruženské rybníky
- PR Podtrosecká údolí*
- PR Prachovské skály*
- PP Rybník Jíkavec
- PP Rybník Kojetín
- PP Rybník Mordýř
- PP Rybník Vražda*
- PP Stav
- PP Strž ve Stupné
- PP Svatá Anna
- PP Údolí Bystřice
- PP Údolí Javorky
- PR Údolí Plakánek*
- PR Úlibická bažantnice
- PP Veselský háj a rybník Smrkovák
- PP Zebín
- PP Žlunické polesí
- CHKO Český ráj

Hvězdičkou označená maloplošná chráněná území se nalézají na území CHKO Český ráj.

## Řeky
- Cidlina
- Bystřice
- Javorka
- Klenice
- Mrlina
- Oleška